# Ulrika
För andra betydelser, se Ulrika (olika betydelser).

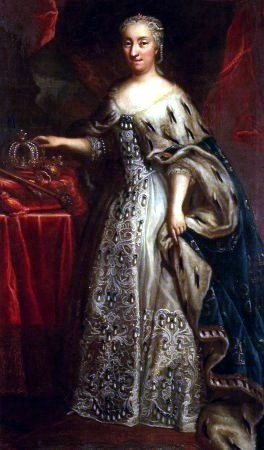
Drottning Ulrika Eleonora som regerade 1718-1720.

Ulrika, även stavat Ulrica, är ett kvinnonamn. Det är en femininform av mansnamnet Ulrik. Namnen är av tyskt ursprung (Ulrike) och sammansatta av två ord som betyder 'arvegods' respektive 'mäktig'. I Sverige har kortformen Ulla varit vanlig.
Namnet Ulrika blev populärt i Sverige då Ulrika Eleonora av Danmark gifte sig med Karl XI i slutet av 1600-talet. Det togs in i svenska almanackan då deras dotter med samma namn blev regent 1718. Namnet var mycket populärt på 1960- och 1970-talen men har sedan snabbt minskat i användning. Den 31 december 2011 fanns totalt 41 538 personer i Sverige med namnet Ulrika, varav 19 438 med det som tilltalsnamn. År 2003 fick 274 flickor namnet, varav 6 fick det som tilltalsnamn.
Namnsdag i Sverige: 4 juli (sedan 1700-talet). I den finlandssvenska namnsdagslängden har Ulrika namnsdag 4 juli sedan 1950.

## Personer med namnet Ulrika/Ulrica/Ulrike
- Ulrika Eleonora, svensk drottning och statschef 1718, gift med kung Fredrik I
- Ulrika Eleonora av Danmark, svensk drottninggemål 1680 till kung Karl XI
- Ulrica Arfvidsson, spåkvinna
- Ulrika Bergman, idrottare, curlingspelare, OS-guld 2006
- Ulrika Bidegård, hoppryttarinna
- Ulrika Eriksson, modell
- Ulrika Gunnarsson, musiker
- Ulrika Hansson, skådespelare
- Ulrika Hjalmarson, programledare
- Ulrica Hydman Vallien, konstnär
- Ulrika Jonsson, programledare
- Ulrika Knape-Lindberg, simhoppare, bragdmedaljör
- Ulrika Knutson, journalist, författare
- Ulrika Eleonora Lindström, ostmakare
- Ulrika Lundkvist, artist
- Ulrike Meinhof, terrorist
- Ulrica Messing, politiker (s), f.d. statsråd
- Ulrike Meyfarth, tysk friidrottare, OS-guld 1972 och 1984
- Ulrika Nilsson (journalist)
- Ulrika Nilsson (sopran)
- Ulrika Pasch, konstnär
- Ulrika Paulson, skådespelare
- Ulrica Schenström, politiker
- Ulrika Eleonora Stålhammar, militär
- Ulrika Wallenström, översättare
- Ulrika Widström, poet
- Ulrika Åberg, ballerina
- Ulrika Örn, journalist